# Aleksandr Kemurdžian
Aleksandr Leonovič Kemurdžian, in armeno Ալեքսանդր Լեոնի Քեմուրջյան?, in russo Алекса́ндр Лео́нович Кемурджиа́н?, (Vladikavkaz, 4 ottobre 1921 – San Pietroburgo, 25 febbraio 2003), è stato un ingegnere aeronautico sovietico, di origini armene, e russo dal 1991, progettista del primo rover, il Lunochod 1, a esplorare la Luna, e fondatore dell'ingegneria del trasporto spaziale.

## Biografia

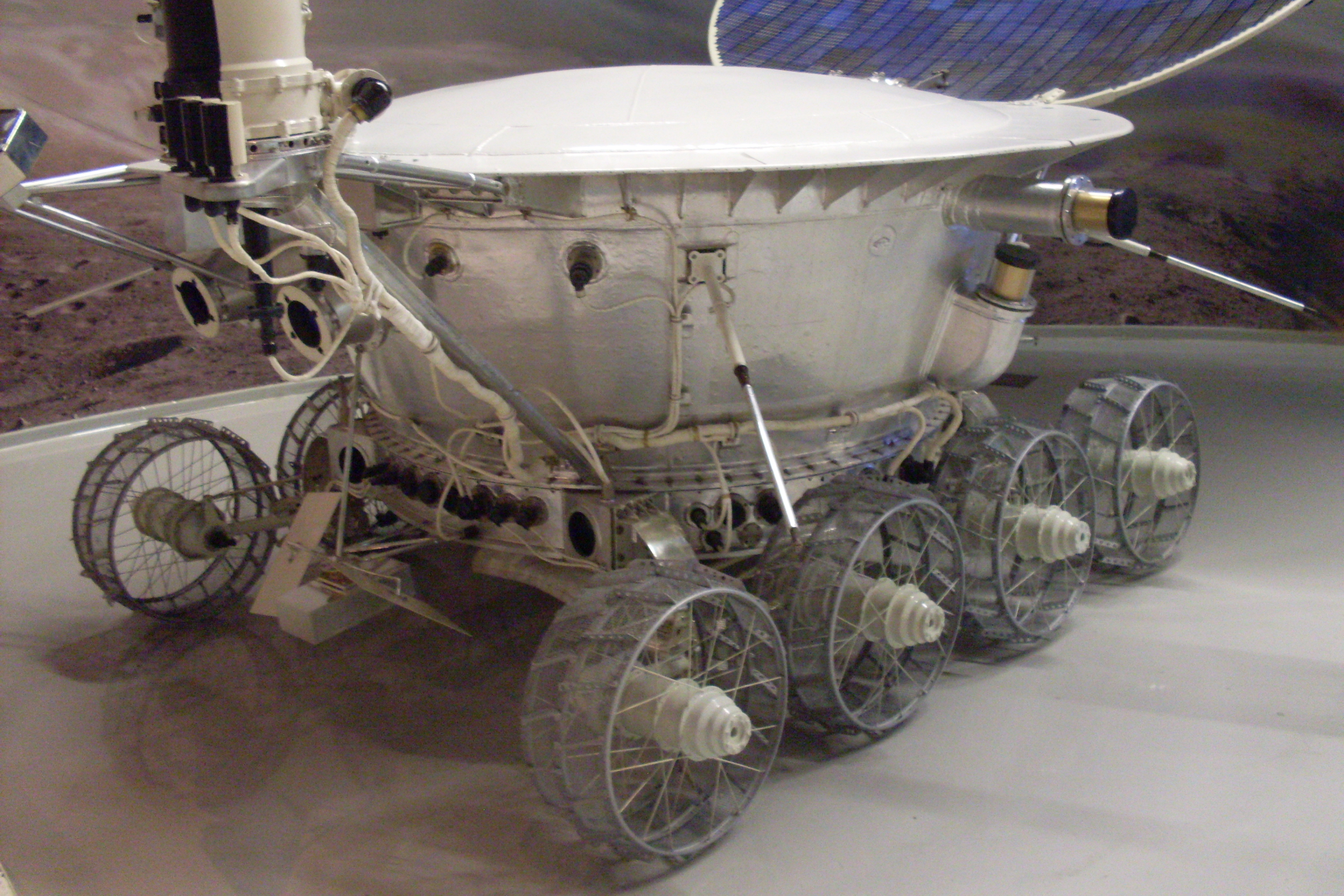
Lunochod 1

Kemurdžian nacque a Vladikavkaz nel 1921. Di origini armene, essendo il padre appartenente a una famiglia armena di Trebisonda, trascorse la gioventù a Baku. Nel 1940 iniziò i suoi studi presso l'università tecnica statale moscovita N. Ė. Bauman. Nel 1942 partì volontario per il fronte e rimase nell'esercito fino alla fine della seconda guerra mondiale. Partecipò alla battaglia di Kursk e proseguì con l'avanzata sovietica fino in Pomerania. Per la sua partecipazione alle ostilità ricevette la medaglia per merito in battaglia, venne insignito dell'ordine della Stella rossa e dell'ordine della Guerra patriottica. Nel 1946, alla fine della guerra, riprese gli studi presso la scuola tecnica Bauman e nel 1951 si laureò con lode nella facoltà di trasporti.
Ottenuta la laurea, iniziò a lavorare a Leningrado presso la VNII-100 (l'attuale VNIITransmaš), occupandosi di impianti motore, trasmissioni e trattori. Nel 1959 venne nominato capo del dipartimento che si occupava dei nuovi principi di movimento. Venne coinvolto nella progettazione di un hovercraft chiamato Object-760, che ottenne il nome di polzolet (in russo ползолет?). Nel 1969 venne nominato capo progettista e nel 1991 capo ricercatore.

### Programma spaziale sovietico
Dal 1963 al 1973 Kemurdžian guidò la progettazione e la realizzazione del telaio automatico semovente dei rover sovietici destinati all'esplorazione della Luna e di Marte. Sotto la sua guida vennero sviluppati rover in grado di esplorare corpi extraterrestri e il suo gruppo sviluppò il primo rover avente questo scopo di esplorazione, il Lunochod 1. Sotto la sua supervisione vennero progettati anche il Lunochod 2, il Rover PrOP-M, destinato all'esplorazione di Marte, e un rover a forma di uovo in grado di muoversi a salti sulla superficie di Fobos, uno dei due satelliti naturali di Marte. Strumentazione progettata sotto la sua guida tecnica è stata anche molto utile nel fornire informazioni sulle proprietà fisiche e meccaniche del suolo sia lunare sia di Venere.

### Contributo dopo l'incidente di Černobyl'
Nel 1986 dopo il disastro di Černobyl', Kemurdžian venne chiamato dalle autorità sovietiche in qualità di consulente per lo sviluppo e la gestione di un robot controllato da remoto che potesse operare in area inaccessibili alle persone a causa delle elevatissime radiazioni. Kemurdžian e la sua squadra progettarono e realizzarono il robot STR-1, che venne impiegato nella rimozione dei detriti e di elementi radioattivi dai tetti degli edifici danneggiati dall'esplosione, e venne impiegato anche nella mappatura delle aree della centrale. Lo stesso Kemurdžian si espose in prima persona, contaminandosi con le radiazioni, tanto da dover essere trasportato a Mosca per poter essere curato.
Negli anni novanta, dopo la caduta dell'Unione Sovietica, visitò gli Stati Uniti e incontrò gli scienziati del Jet Propulsion Laboratory della NASA, coi quali si confrontò per lo sviluppo di nuovi rover per l'esplorazione dello spazio.
Nella sua carriera scrisse circa 20 articoli scientifici e 50 brevetti, conseguendo un secondo dottorato e il titolo di professore dopo aver scritto una tesi sulla progettazione e realizzazione del Lunochod 1. Nel 1998 andò in pensione e nel 2000 fu il principale intervenuto al trentesimo anniversario del progetto Lunochod. Morì in ospedale a San Pietroburgo il 24 febbraio 2003 per le conseguenze delle radiazioni alle quali era stato esposto a Černobyl'. Kemurdžian è sepolto nella sezione armena del cimitero Smolensky di San Pietroburgo.

## Memoria
- Il suo nome venne dato a un asteroide della fascia principale, chiamato 5933 Kemurdzhian[9].
- Il film documentario francese Tank on the Moon del 2007 è incentrato sul programma Lunochod e, in particolar modo, sul lavoro di Kemurdžian[10].

## Onorificenze

### Medaglie
- Medaglia in occasione dell'esposizione delle conquiste dell'economia nazionale.
- Medaglie della federazione della cosmonautica della Russia.

### Premi
- 1973, Premio Lenin, per la partecipazione allo sviluppo del programma Lunochod.
- 1986, Premio del Ministero dell'istruzione speciale superiore e secondaria dell'URSS.